# Entenvögel
Die Familie der Entenvögel (Anatidae) ist die artenreichste aus der Ordnung der Gänsevögel (Anseriformes). Sie umfasst 47 Gattungen und 174 Arten. Zu dieser Gruppe gehören so bekannte Typen von Wasservögeln wie die Enten, Gänse und Schwäne. Vielleicht abgesehen von den Hühnervögeln hat keine andere Vogelgruppe so zahlreiche Wechselbeziehungen zum Menschen: Allein fünf Arten wurden domestiziert. Entenvögel werden wegen ihres Fleisches, ihrer Eier und ihrer Federn gejagt und gehalten, und in vielerlei Form haben sie Eingang in Märchen, Sagen und Comics gefunden. Sprachlich bezeichnen die Begriffe Ente den weiblichen und Erpel oder Enterich den männlichen Vogel. Auffälligstes Unterscheidungsmerkmal ist das farbigere Prachtkleid der männlichen Entenvögel, der Erpel (siehe Erscheinungsbild ausgewachsener Stockenten).

## Merkmale

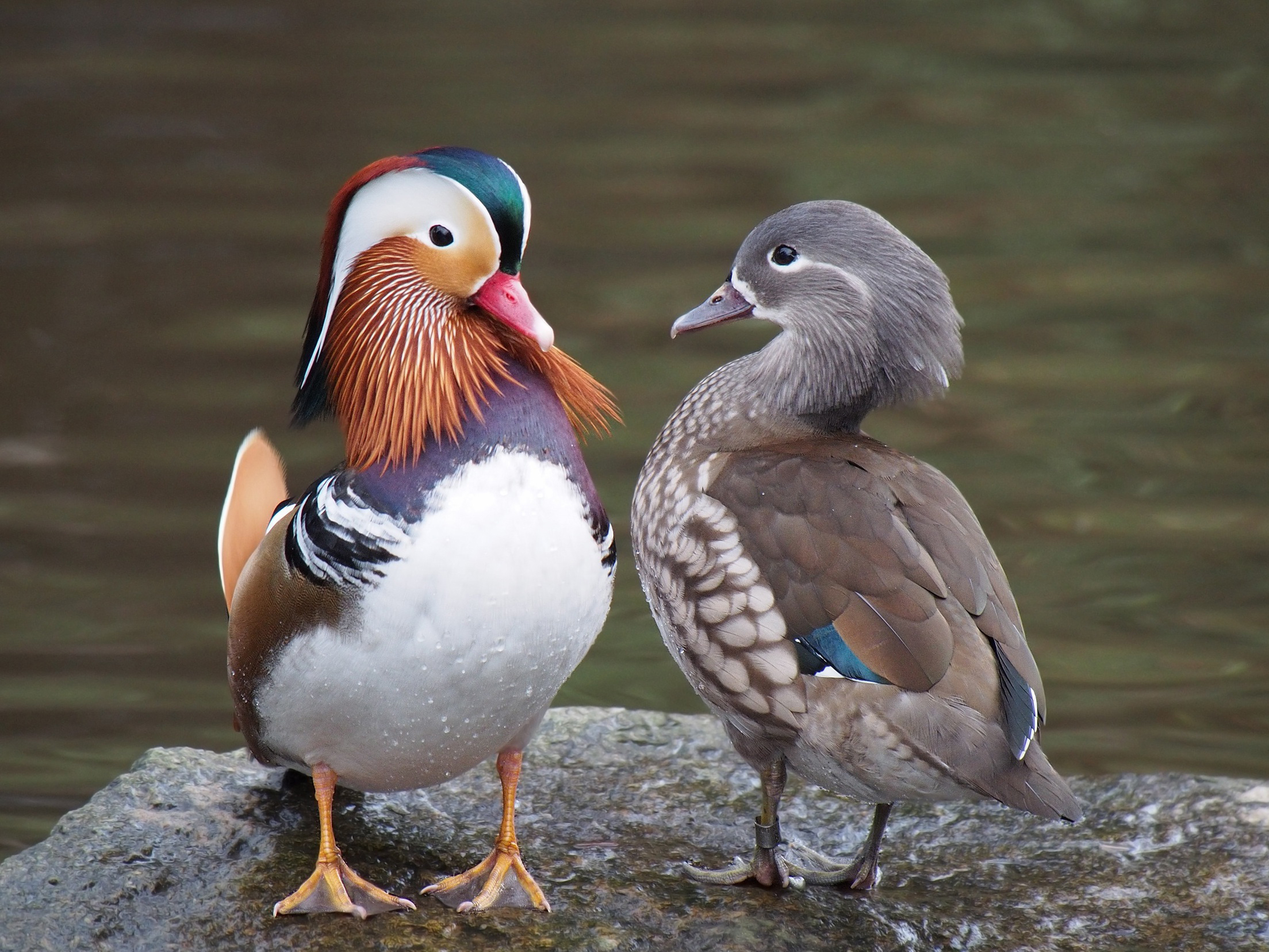
Geschlechtsdimorphismus der männlichen und weiblichen Mandarinente

Alle Entenvögel sind mehr oder weniger stark an ein aquatisches Leben angepasst. Ihr langer, breiter Körper gibt ihnen beim Schwimmen Auftrieb, die Füße sind mit Schwimmhäuten versehen (Ausnahme: Hawaiigans) und setzen weit hinten am Körper an. Dadurch wirkt der Gang an Land etwas ungeschickt, doch sind Entenvögel beim Laufen längst nicht so unbeholfen wie viele Seevögel. Der Hals ist oft auffällig lang – vor allem bei den Gänsen und Schwänen, aber auch bei einigen Enten.

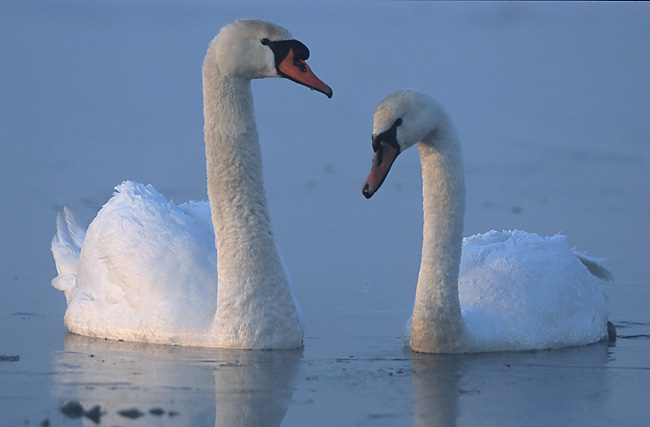
Höckerschwäne sind heute die in Europa bekanntesten Schwäne

Die Größe (im Sinne von Länge: Schnabel- bis Schwanzspitze) der Entenvögel reicht von 30 cm (Zwergenten) bis 180 cm (Trompeterschwan), das Gewicht liegt zwischen 230 g und 14,3 kg (Höckerschwan). Die Flügelspannweite eines Trompeterschwans kann 240 cm betragen.
Das Gefieder ist sehr dicht und wird mit dem Sekret der gut entwickelten Bürzeldrüse regelmäßig eingeölt, um es wasserabweisend zu machen. Viele Entenvögel sind außerordentlich farbenfroh. Dies trifft in besonderem Maße auf die Enten der Unterfamilie Anatinae zu, die oft ein Gefieder in leuchtenden Farben haben, während bei den Gänsen weiße, braune und graue Grundfarben überwiegen. Meistens gibt es hier einen ausgeprägten Geschlechtsdimorphismus, bei dem die Männchen prächtig gefärbt sind, die Weibchen aber unscheinbar graubraun. Am Ende der Brutzeit durchlaufen Entenvögel eine Mauser, bei der sie kurzzeitig flugunfähig werden und bei der sich Männchen mit dem so genannten Schlichtkleid oft in der Färbung vorübergehend den Weibchen angleichen. Das Jugendgefieder ähnelt meistens dem Weibchengefieder. Eine bemerkenswerte Ausnahme vom üblichen Färbungsschema ist die Paradiesgans, die als einziger Entenvogel einen umgekehrten Geschlechtsdimorphismus mit farbenprächtigeren Weibchen hat.
Oberhalb der Augen haben alle Entenvögel Salzdrüsen, durch die aufgenommenes Salz wieder ausgeschieden werden kann. Das hochschnäblige Profil mariner Arten wie der Eiderenten lässt sich damit erklären, dass dem ausgeschiedenen Salz ein besserer Abfluss über den Schnabel ermöglicht werden soll.

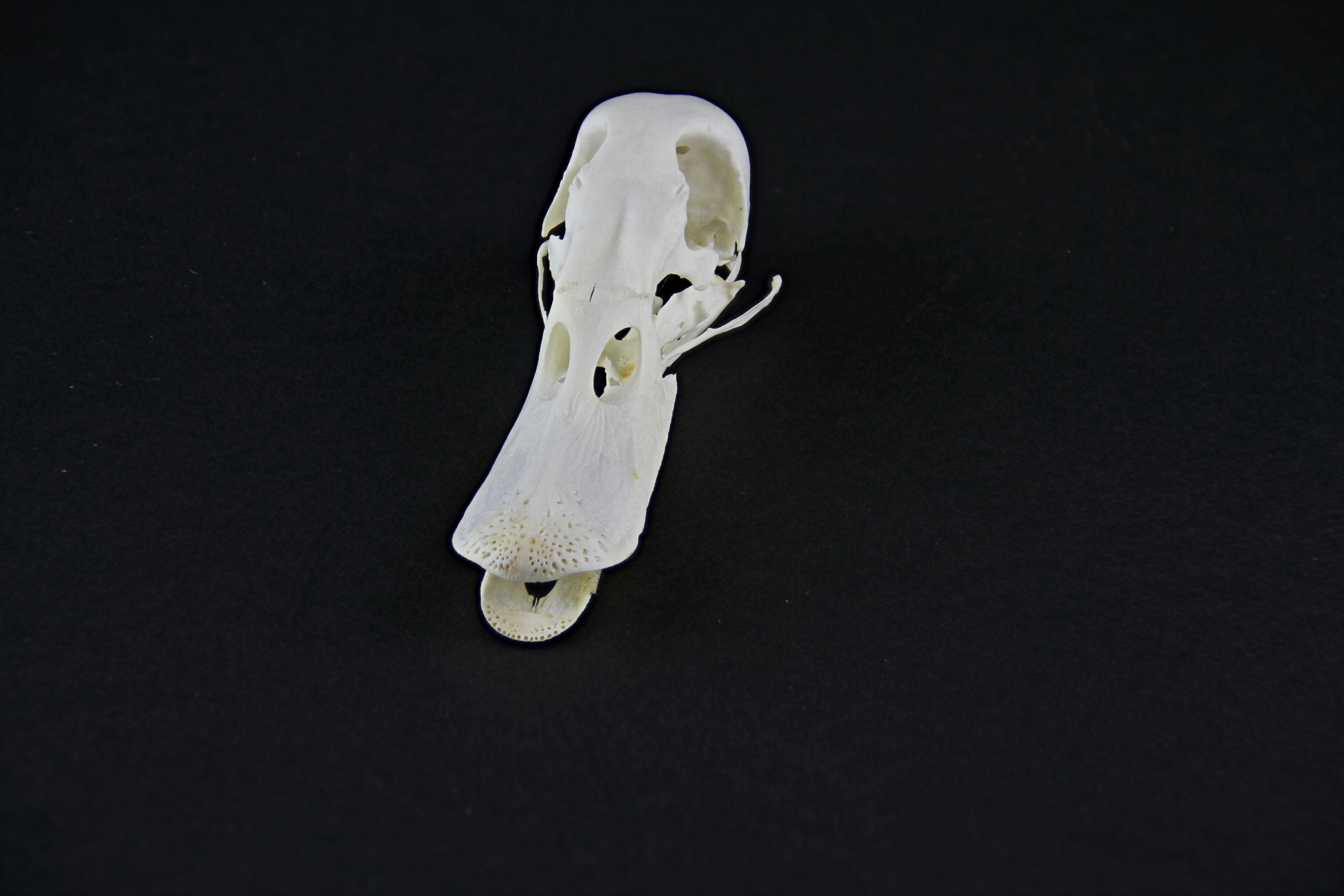
Ein Entenschädel

Entenvögel haben einen verhältnismäßig breiten Schnabel, dessen Ränder mit Lamellen versehen sind. Ein Stockentenschnabel weist oberseits 36 bis 54, unterseits 72 bis 80 Lamellen auf. Bei den Entenvögeln, die sich von Kleinstlebewesen ernähren, dienen die Lamellen als Filterapparat. Durch den halb offenen Schnabel wird Wasser eingesaugt, das dann durch die Lamellen hinausgepresst wird. Oft finden sich Modifikationen der ursprünglichen Lamellenstruktur, so bei den Sägern, bei denen die Lamellen zu kleinen Zähnen umgebildet sind, die das Festhalten der Fischbeute erleichtern. Der Schnabel der Entenvögel ist oft bunt gefärbt, vor allem bei Männchen im Brutkleid nimmt er leuchtende Farben an. Der Oberschnabel hat eine verhornte Spitze. Er ist mit Tastsinneszellen dicht besetzt.
Die Flügel der Entenvögel sind kurz und kräftig. Wegen des verhältnismäßig hohen Gewichts der Vögel und der geringen Flügelfläche ist ein permanenter Flügelschlag erforderlich und es sind keine Gleitphasen möglich. Um sich in die Luft zu erheben, müssen vor allem die größeren Arten einige Meter auf der Wasseroberfläche laufen. Einmal in der Luft, können Entenvögel ausdauernd weite Strecken zurücklegen, zum Teil in Höhen bis zu 8000 m. Eine Ausnahme sind drei Arten der Dampfschiffenten, die völlig flugunfähig geworden sind.
Der Schwanz ist meistens sehr kurz und viereckig, manchmal auch leicht gerundet. Nur Ruderenten sind verhältnismäßig langschwänzig. Die wichtigste Funktion des Schwanzes ist die Steuerung im Flug.
Entenvögel schwimmen mit abwechselnden Schlägen der Füße. Auch tauchen können alle Entenvögel, obwohl sie diese Fähigkeit in sehr unterschiedlichem Maße nutzen. Manche tun es nur im Notfall, andere wie Tauch-, Meer- und Ruderenten bei der täglichen Nahrungssuche.
Bei der Betrachtung der inneren Organe ist das vergrößerte Herz oft tauchender Enten auffällig. Der Muskelmagen ist bei den Gänsen vergrößert, um die faserhaltigen Pflanzen zerkleinern zu können; eine noch stärkere Vergrößerung findet man bei Meerenten, die Molluskenschalen aufnehmen. Die Pflanzenfresser unter den Entenvögeln haben zudem große Blinddärme.
Die meisten Entenvögel sind sehr stimmfreudig. Bekannt ist hierbei das Quaken der Schwimmenten. Nur weibliche Enten quaken, während Männchen andere Laute, zum Beispiel dünne Pfeiflaute von sich geben. Gänse sind für das laute Schnattern, Pfeifgänse und Halbgänse meistens für pfeifende Lautgebungen bekannt. Am weitesten können die Rufe der Schwäne tragen. Der Trompeterschwan hat am Stimmkopf und entlang der Luftröhre blasenförmige Resonanzkammern (Bullae), die die Lautstärke der Schreie enorm verstärken. Allein die Ruderenten sind wenig stimmfreudig und abgesehen von Zisch- und Grunztönen nahezu stumm.

## Verbreitung und Lebensraum

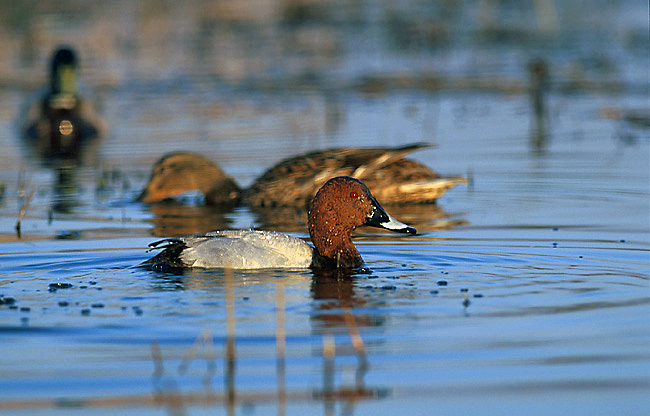
Tafelenten gehören zu den in Mitteleuropa häufigeren Tauchenten.

Entenvögel sind auf allen Kontinenten mit Ausnahme von Antarktika verbreitet. Sie kommen in allen Klimazonen von der hocharktischen Tundra bis zu den tropischen Regenwäldern vor. Dabei findet man sie an allen Arten von aquatischen Habitaten. Die meisten Arten brüten allerdings am Süßwasser und kommen nur auf dem Zug und im Winter ans Meer; das gilt selbst für die meisten der so genannten Meerenten. Mit der Rostgans und der Streifengans gibt es zwei Arten, die im Gebirge selbst noch in 5000 m Höhe anzutreffen sind.
Während tropische und subtropische Arten meistens Standvögel sind, unternehmen viele Entenvögel der gemäßigten und vor allem der polaren und subpolaren Zonen ausgedehnte Wanderungen. Bekannt sind vor allem die Züge der arktischen Gänse, die mehrere tausend Kilometer zurücklegen, um ihre Winterquartiere zu erreichen.

## Lebensweise
Es befinden sich unter den Entenvögeln sowohl tag- als auch nachtaktive Arten. Die meisten sind jedoch nicht festgelegt und vor allem in der Dämmerung aktiv. Oft schlafen Entenvögel auf dem Wasser, wobei sie den Kopf unter einen Flügel stecken. Einen großen Teil des Tages verbringen sie mit der Pflege des Gefieders, das mit dem Sekret der Bürzeldrüse regelmäßig eingeölt wird. Auch die nicht tauchenden Arten benetzen ihr Gefieder regelmäßig mit Wasser, indem sie mit den Flügeln heftig auf die Wasseroberfläche schlagen.
Während nur wenige Arten in Kolonien brüten, findet man Entenvögel außerhalb der Brutzeit oft in großen Ansammlungen. Diese können auch mehrere Arten umfassen – so mischen sich Schwimmenten und Tauchenten oft unter andere Arten des gleichen Tribus. Nur drei Arten sind strikte Einzelgänger: die Saumschnabelente, die Blauflügelgans und die Sturzbachente.

### Ernährung
Unter den Entenvögeln haben sich sehr unterschiedliche Ernährungstypen herausgebildet, so dass sich kaum etwas Gemeinsames sagen lässt. Gänse und Schwäne sind vor allem herbivor. Bei den Schwänen dient der lange Hals dazu, den Wassergrund zu erreichen und dort an Wasserpflanzen zu gelangen. Adulte Gänse suchen meistens auf dem Land nach Gräsern, Samen, Kräutern und Moosen – dagegen sind ihre Jungen oft Insekten- und Krebstierfresser. Auch Halbgänse sind meistens Pflanzenfresser, manche sogar ausschließlich.

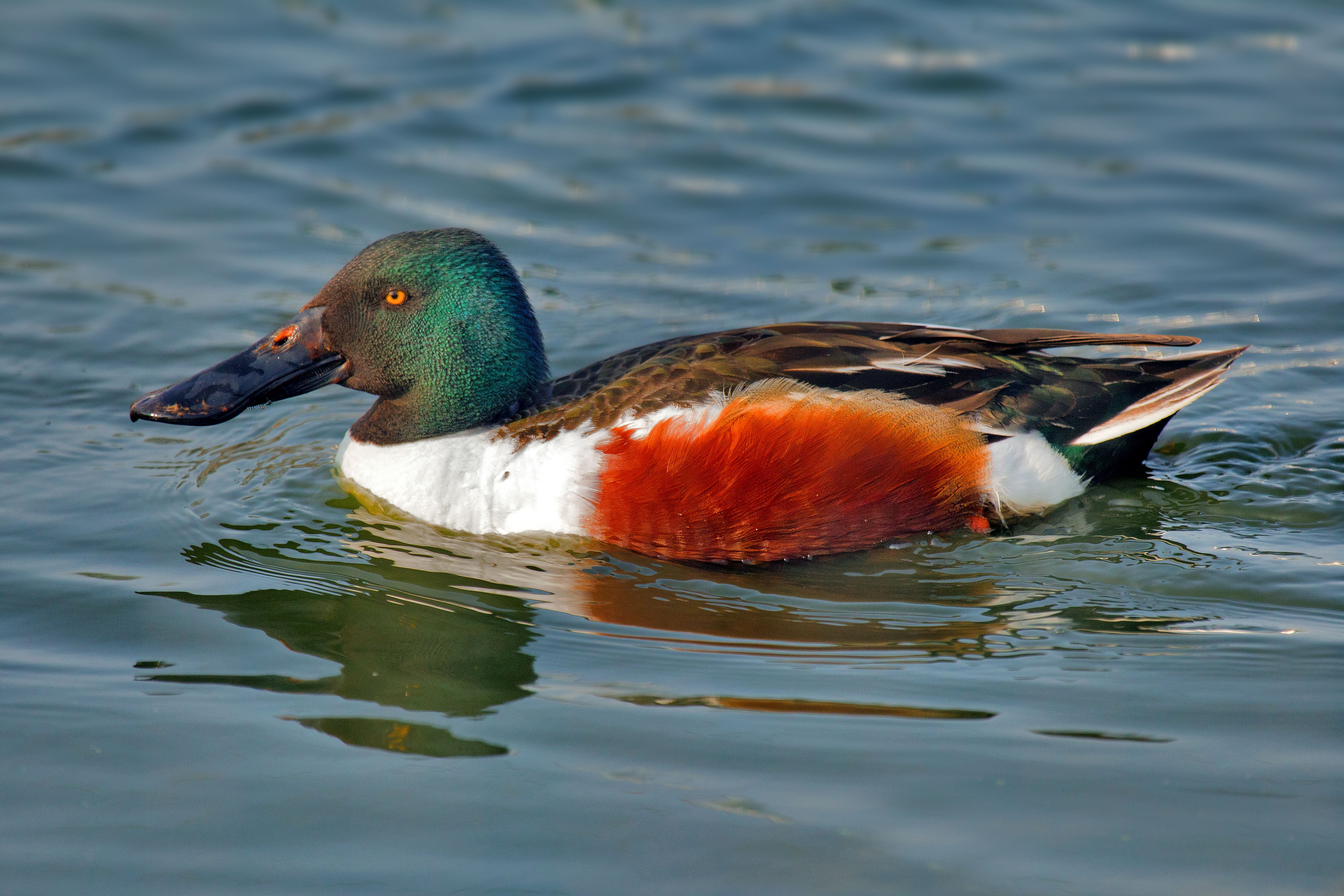
Der breite Schnabel der Löffelente ist für das Filtern von Kleinstlebewesen spezialisiert.

Die Schwimmenten gründeln mit Hilfe ihrer Schnabellamellen im flachen Wasser. Den Bodenschlamm suchen sie nach Wasserinsekten, Krebstieren und Pflanzenteilen ab. Bei der Löffelente ist der Lamellenapparat so verfeinert, dass sie zu einem Planktonfilterer geworden ist. Auch Tauchenten und Ruderenten gründeln, meistens aber tauchen sie zum Grund. Dort fressen sie vor allem Wasserpflanzen, manchmal auch Insekten und Krebstiere. Unter den Meerenten und Sägern findet man ebenfalls viele Vertreter, die nach Kleintieren tauchen. Die Säger sind spezialisierte Fischjäger, die Eiderenten fressen vor allem Mollusken.
Der tägliche Nahrungsbedarf der Entenvögel beträgt etwa zehn Prozent des Eigengewichts. Die Pflanzenfresser nehmen auch Sand und kleine Steine auf, um den Muskelmagen beim Zerkleinern der schwer verdaulichen Nahrung zu unterstützen (Gastrolithen).
Manche Entenvögel betätigen sich auch als Kleptoparasiten. Schnatterenten sieht man gelegentlich beim Überfall auf Blässhühner, denen die Nahrung geraubt wird. Ebenso attackieren Pfeifenten in gleicher Absicht Tauchenten. Meistens sind Entenvögel allerdings Opfer von Kleptoparasitismus, vor allem durch Möwen.
Enten, die in engen Kontakt mit dem Menschen leben, z. B. in einem Stadtpark, ernähren sich häufig von dem, womit die Menschen sie füttern. Sie sind nicht sonderlich wählerisch und fressen auch Wurst oder Käse. Besonders Brot ist allerdings schädlich für die Tiere und ihre Umgebung. Zum einen essen die Tiere in größeren Mengen bloß „Süßigkeiten“ mit geringem Nährwert. Zum anderen entsteht ein Überangebot an Nahrung, was im betreffenden Gebiet zu einer Übervölkerung führt. Nicht verzehrtes Brot kann außerdem schnell schimmeln und stinken, was die Qualität des Habitats vermindert.

### Fortpflanzung
Die meisten Entenvögel brüten nicht in Kolonien. Ausnahmen sind hier vor allem die Gänse der Tundra, da Kolonien in einer weiten, offenen Landschaft noch den verhältnismäßig besten Schutz vor Räubern bieten. Kolonien von Entenvögeln sind selten übermäßig groß und umfassen in der Regel einige Dutzend bis hundert Paare.
Monogamie ist die Regel, und mit der Afrikaruderente und der Höckerglanzgans sind überhaupt nur zwei Arten bekannt, die davon abweichend in Polygamie leben. Bei den meisten Enten suchen die Individuen in jeder Brutsaison einen neuen Partner. Dagegen verpaaren sich Gänse und Schwäne für das Leben. Bei einer Gruppe von Höckerschwänen konnte festgestellt werden, dass von den erfolgreich brütenden Tieren 97 % im Folgejahr mit demselben Partner brüteten. Zum Zusammenfinden der Paare gehört ein Balzzeremoniell, das bei jenen Arten komplexer ist, die sich jährlich neu verpaaren.

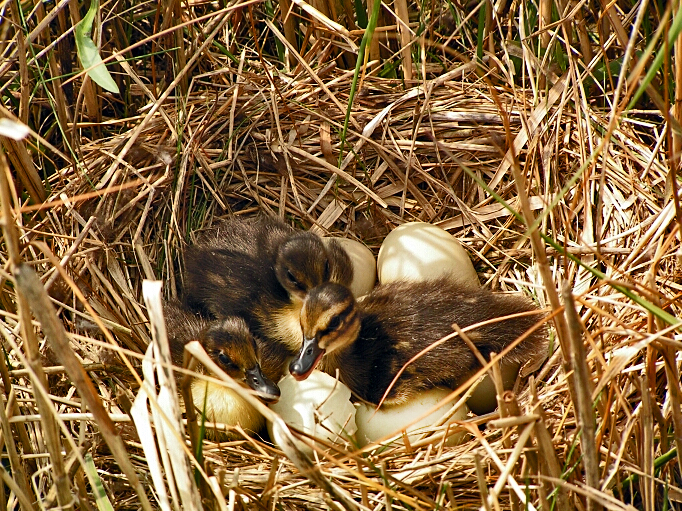
Junge Stockenten im Nest

Für den Nestbau ist gewöhnlich das Weibchen zuständig. Bei Schwänen und Pfeifgänsen ist auch das Männchen beteiligt, beim Koskorobaschwan und bei der Hühnergans baut allein das Männchen das Nest. Selten ist das Nest mehr als eine Vertiefung im Boden, die mit Vegetation ausgelegt wird. Ausgepolstert wird das Nest oft auch mit Daunenfedern der Brust, die sich das Weibchen hierfür ausrupft. Damit wird gleichzeitig der Brutfleck freigelegt.
Etwas komplexer sind die Nester vieler Schwäne, die sehr große Nester aus Gräsern, Wasserpflanzen und Zweigen bauen. Trotz ihrer Ausmaße sind diese Nester schwer zu lokalisieren, da sie der Vegetation der Umgebung gleichen. Mit den Pfeifgänsen, Sägern und Moschusenten gibt es auch Baumbrüter unter den Entenvögeln. Gänsesäger und Schellenten brüten in Baumhöhlen.
Es werden vier bis dreizehn Eier gelegt, wobei Schwäne und Gänse die kleinsten und Schwimm- und Tauchenten die größten Gelege haben. Das Gewicht der Eier liegt zwischen 27 g (Zwergenten) und 345 g (Höckerschwan). Gebrütet wird für einen Zeitraum von 22 bis 40 Tagen. Die längste Brutdauer haben hier wiederum die Schwäne. Besonders kurz ist der Zeitraum bei Schwimmenten, aber auch bei arktischen Gänsen, die wegen der extremen Bedingungen ihres Lebensraums die Zeit für Brut und Jungenaufzucht so kurz wie möglich halten müssen.
Eine bemerkenswerte Ausnahme ist die südamerikanische Kuckucksente, die kein eigenes Nest baut, sondern ihre Eier in die Nester von Blässhühnern und anderen Enten legt. Die Jungen schlüpfen nach 21 Tagen und verlassen nur ein bis zwei Tage später das Nest. Sie sind sofort vollkommen selbstständig. Im Gegensatz zum namensgebenden Kuckuck verschonen sie die Eier des Wirtes, dessen Brut somit nicht geschädigt wird. Während die Kuckucksente ein obligatorischer Brutparasit ist, der nie ein eigenes Nest baut, kommt gelegentlicher intraspezifischer Brutparasitismus bei mehreren Arten vor.

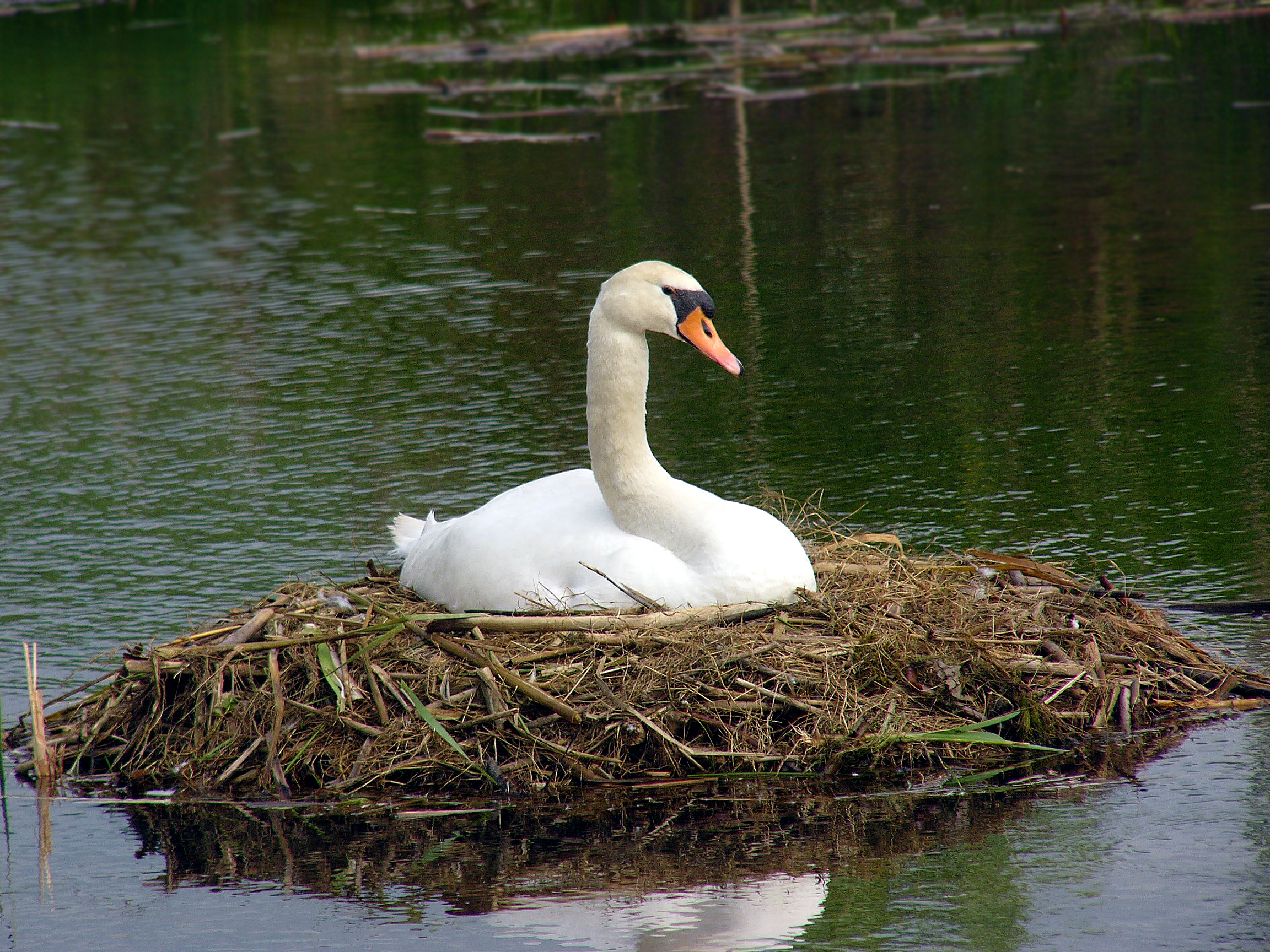
Ein Höckerschwan auf seinem Nest

Auch bei anderen Entenvögeln sind die Jungen sofort lauf- und schwimmfähig. Sie werden jedoch noch einige Wochen von den Elternvögeln begleitet. Bei den Entenvögeln, die alljährlich neue Paare bilden, übernimmt diese Aufgabe allein das Weibchen. Bei lebenslang monogamen Arten sind beide Elternvögel für die Brutfürsorge zuständig. Die Rolle besteht vor allem darin, die Jungvögel zu Nahrungsgründen zu führen und sie zu bewachen. Schwäne transportieren die Jungen oft auf dem Rücken. Diese Begleitung dauert in der Regel vier bis zehn Wochen, kann aber in manchen Fällen erheblich länger währen. So begleiten junge Gänse ihre Eltern noch manchmal auf dem Zug und bleiben in den Winterquartieren mit ihnen zusammen.
40 bis 60 % der Entenvögel sterben vor dem Erreichen der Geschlechtsreife, die bei den meisten Arten nach einem Jahr eintritt. Auch danach haben Entenvögel eine verhältnismäßig geringe Lebenserwartung. Sie beträgt nur zwei bis drei Jahre bei Enten, fünf Jahre bei Gänsen. Schwäne haben eine höhere Lebenserwartung. Dies sind jedoch nur Mittelwerte, die auch weit überschritten werden können. So lebte eine Stockente 29 Jahre, eine Graugans 26 Jahre.

## Stammesgeschichte
Entenvögel sind seit dem Oligozän bekannt, doch sind Fossilien aus dieser Zeit extrem rar. Erst im Miozän kam es zu einer explosiven Radiation. Alle großen rezenten Tribus sind bereits aus dem Miozän belegt.
Einige größere Taxa sind heute ganz ausgestorben. Die Presbyornithidae, Cnemiornithidae (Neuseelandgänse), Romainvillidae, Cygnopteridae und Paranyrocidae werden hier nicht bei den Entenvögeln, sondern als eigenständige Familien parallel zu ihnen eingeordnet. Folgende fossile und subfossile Taxa bleiben bei den Entenvögeln:
- Dendrocheninae – Die zwei Gattungen Mionetta und Dendrochen sind aus dem Miozän Nordamerikas und Europas bekannt und ähnelten rezenten Pfeifgänsen. Mionetta blanchardi nistete wohl an Kalksteinklippen in Frankreich, Dendrochen robusta an Flüssen der subtropischen Savannen von South Dakota.
- Thambetochenini (Moa-Nalos) – Eine den Anatinae zugeordnete Tribus mit vier Arten, die auf den Hawaii-Inseln endemisch waren. Die großen, flugunfähigen Vögel wurden noch vor Ankunft der Europäer von den polynesischen Einwohnern Hawaiis ausgerottet.
- Finschs Ente (Chenonetta finschi) war eine flugunfähige Ente Neuseelands.

## Systematik
Entenvögel bilden zusammen mit den Wehrvögeln, der Spaltfußgans und einigen ausgestorbenen Taxa die Ordnung der Gänsevögel. Die Verwandtschaft dieser Taxa ist heute unbestritten und wurde in morphologischen und genetischen Analysen eindeutig bewiesen. Dabei sind die Entenvögel die Schwestergruppe der Spaltfußgans, und beide zusammen sind die Schwestergruppe der Wehrvögel.
Innerhalb der Familie wurde traditionell eine Einteilung in Gänse und Enten vorgenommen. Den Gänsen wurden hierbei auch die Pfeifgänse und Schwäne, den Enten auch die Halbgänse zugeordnet.
Im Folgenden werden alternativ zwei modernere Systematiken vorgestellt. Bisher gibt es aber keine endgültig akzeptierte Systematik. Einige der Unterfamilien und Tribus könnten immer noch paraphyletisch sein und die Systematik der Entenvögel bedarf weiterer Forschung.
| Systematik nach Janet Kear (2005): | Systematik nach Winkler u. a. (2015): |
| --- | --- |
| - Unterfamilie Pfeifgänse (Dendrocygninae) - Unterfamilie Dendrocheninae † - Unterfamilie Ruderenten (Oxyurinae) - Unterfamilie Gänse (Anserinae) - Tribus Schwäne (Cygnini) - Tribus Hühnergänse (Cereopsini) - Tribus Echte Gänse (Anserini) - Tribus Moa-Nalos (Thambetochenini) † - Unterfamilie Affengänse (Stictonettinae) - Unterfamilie Halbgänse (Tadorninae) - Tribus Merganettini (Sturzbach-, Saumschnabel-, Dampfschiffenten) - Tribus Plectropterini (Sporngans, Höckerglanzgans) - Tribus Tadornini (übrige Halbgänse) - Unterfamilie Anatinae - Tribus Malacorhynchini (Rosenohr-, Salvadoriente) - Tribus Schwimmenten (Anatini) - Tribus Tauchenten (Aythyini) - Tribus Meerenten und Säger (Mergini) | - Unterfamilie Pfeifgänse (Dendrocygninae) - Unterfamilie Ruderenten (Oxyurinae) - Unterfamilie Gänse (Anserinae) - Tribus Schwäne (Cygnini) - Tribus Cereopsini (Hühnergans und Coscorobaschwan) - Tribus Echte Gänse (Anserini) - Tribus Sticonettini (Affengans) - Tribus Malacorhynchini (Rosenohrente) - Unterfamilie Anatinae - Tribus Merganettini (Sturzbachente) - Tribus Cairinini (Sporngans, Weißflügelente, Sarkidiornis, Zwergenten, Rotschulterente, Aix u. Mähnenente) - Tribus Tadornini (Halbgänse) - Tribus Hymenolaimini (Saumschnabelente) - Tribus Schwimmenten (Anatini) - Tribus Tauchenten (Aythyini) - Tribus Meerenten und Säger (Mergini) |

## Menschen und Entenvögel

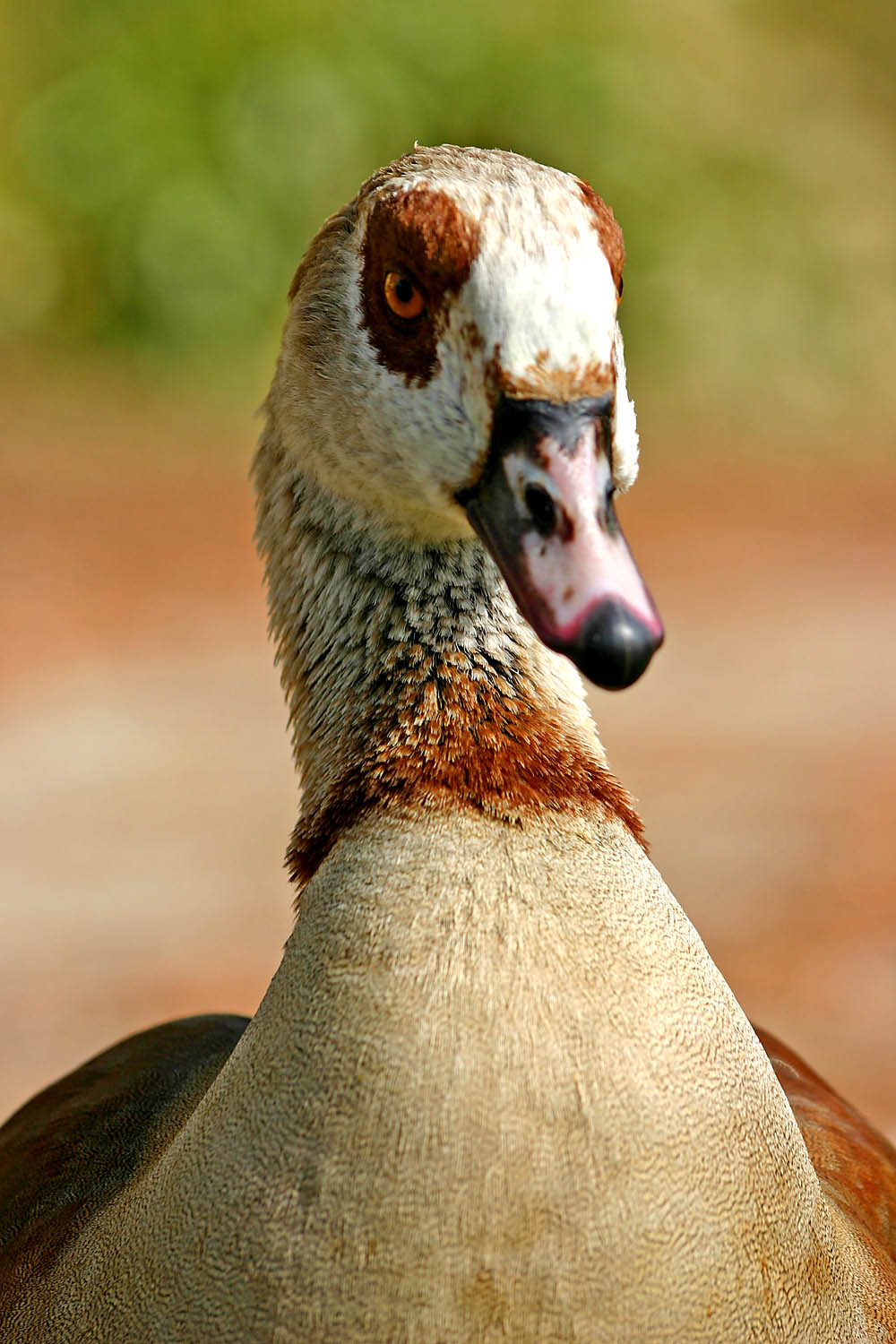
Die Nilgans gehörte zu den ersten von Menschen domestizierten Entenvögeln.

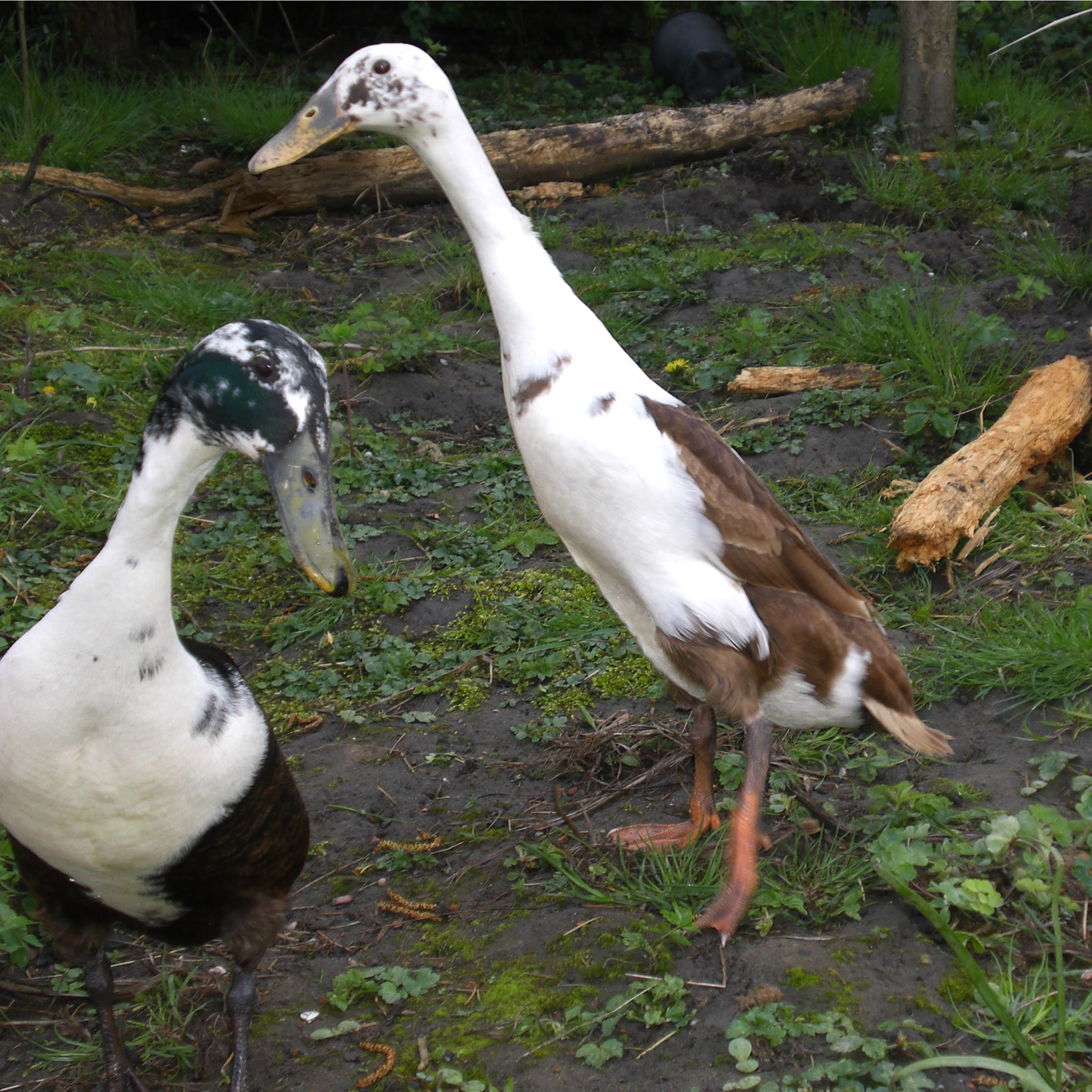
Laufenten benötigen große Flächen und ganzjährig offenes Wasser.

Neben den Hühnervögeln sind die Entenvögel gewiss die Vögel mit den engsten Wechselbeziehungen zum Menschen. Mehrere Arten wurden domestiziert, sie tauchen als Gestalten in Mythen, Märchen, Opern und Comic-Strips auf, und ihr Fleisch, ihre Eier und ihre Federn werden genutzt.

### Jagd
Seit jeher werden Entenvögel wegen ihres Fleisches bejagt. Auf altägyptischen Wandzeichnungen findet man die Speerjagd auf Spießenten bildlich dargestellt. Die Schwierigkeit, flugfähige Wasservögel ohne Schusswaffen zu bejagen, führte zur Entwicklung von Köderfallen. Die bekannteste ist die Entenkoje, die bis zum Anfang des 20. Jahrhunderts verbreitet war. Hier diente eine Lockente dazu, die Enten in eine Reuse zu locken. Oft war auch ein abgerichteter Hund beteiligt, der die Enten hineinlockte. Hier machten sich die Jäger das Verhalten von Enten zunutze, in der Gruppe einen vermeintlichen Feind anzugehen. Heute werden solche Fallen kaum noch genutzt. Die Jagd mit Schusswaffen wird noch häufig praktiziert, allerdings mehr aus Tradition als zur Deckung eines Nahrungsbedarfs.

### Domestikation
Fünf Arten von Entenvögeln sind vom Menschen domestiziert worden: die Stockente, die Graugans, die Schwanengans, die Moschusente und die Nilgans. Die Nilgans ist dabei die einzige dieser Arten, die heute nur noch wild vorkommt.
Die heutigen Hausgänse stammen von zwei verschiedenen Arten ab: In Europa wurde die Graugans domestiziert, in China die Schwanengans. Gänse zu domestizieren war ein sehr naheliegender Schritt. Ähnlich wie Rinder, Schafe, Kamele und Rentiere leben sie überwiegend von Pflanzen, die der Mensch nicht selbst verwerten konnte. In Ägypten war es schon im Alten Reich üblich, Nilgänse zu halten. Sie spielte eine Rolle im ägyptischen Schöpfungsmythos und wurde außerdem mit dem Gott Geb assoziiert. Trotzdem wurde sie regelmäßig gegessen und nach Art anderer Gänse auch gestopft, um die begehrte Fettleber zu erhalten. Nach der Eroberung durch die Perser (525 v. Chr.) finden sich keine Erwähnungen der Nilganszucht mehr.
Die Hausente stammt von der Stockente aus der Gattung der Eigentlichen Enten ab. Die Domestizierung erfolgte offenbar zweimal unabhängig voneinander: in Europa und Süd-Ostasien. Man schätzt, dass dies vor ungefähr 3000 Jahren geschah, also erheblich später als bei Hühnern und Gänsen. Während in Europa die sogenannten Landenten erzüchtet wurden, zu denen auch die Pekingente gehört, die der Stammform im Habitus noch stark ähneln, aber sehr viel schwerer sein können, wurde in Asien eine steile Körperhaltung herausgezüchtet, die bei der ursprünglich auch aus Asien, vermutlich Malaysia stammenden Laufente zu sehen ist. Landenten eignen sich vor allem als Fleischlieferanten, die Pinguinenten, so der Sammelbegriff für Enten mit steiler Körperhaltung, sind hingegen gute Eierleger. Die Entenzucht ist heute in Europa von nachrangiger Bedeutung, nicht aber in Ostasien, wo Enten zu den wichtigsten Nutztieren gehören.
Die Moschusente wurde ursprünglich in Peru domestiziert. Der Zeitpunkt lässt sich heute nicht mehr ermitteln, lag aber lange vor der spanischen Eroberung. Ihre Haustierform ist die Warzenente, die bis auf ihre Größe und Gefiederfarbe der Wildform gleicht. Im Gegensatz zu den allermeisten Hausentenrassen, die von der Stockente abstammen, hat sie ihre Flugfähigkeit beibehalten, weswegen sie auch „Flugente“ genannt wird. Die Bezeichnung „Warzenente“ rührt von den warzenartigen Wülsten her, die an der Schnabelwurzel an der Kopfoberseite sitzen.
Neben diesen tatsächlich zu Haustieren gewordenen Entenvögeln gibt es zahlreiche halbdomestizierte Arten, die als Parkvögel weltweit eingeführt wurden. Dies hat zur Folge, dass sich Entenvögel außerhalb ihres ursprünglichen Verbreitungsgebiets ausbreiten. Bekanntestes Beispiel ist der Höckerschwan, der im 16. Jahrhundert in Mitteleuropa eingeführt wurde und heute als „der Schwan“ an sich gilt; später wurde er auch in Nordamerika, Australien und Neuseeland eingeführt. Auch der schwarze Schwarzschwan, ein heimischer Vogel Australiens, ist in manchen Regionen Europas als Parkvogel heimisch geworden, und in Neuseeland vermehrte er sich nach der Einschleppung durch den Menschen im 19. Jahrhundert geradezu explosiv. Andere Beispiele für nichteuropäische Entenvögel, die augenblicklich in Teilen Europas heimisch werden, sind die Mandarinente, die Brautente, die Kanadagans und die Nilgans.

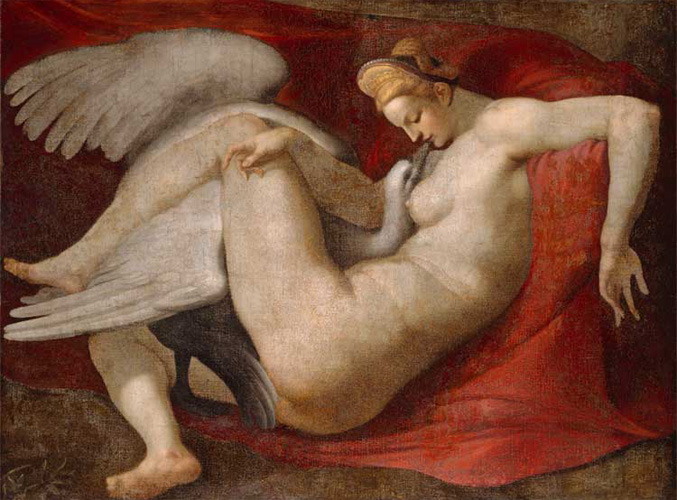
Leda und der Schwan, Kopie eines verschollenen Bildes von Michelangelo, 1530

### Federn
Federn von Entenvögeln werden zu mehreren Zwecken verwendet. Heute ist das Befüllen von Matratzen und Kissen die bekannteste Verwendung. Besonders begehrt sind hier die Daunen der Eiderenten, die besonders leicht sind und sehr wärmedämmend wirken. Üblicherweise werden Eiderdaunen zweimal während einer Brutzeit gesammelt: einmal direkt nach dem Nestbau, so dass die Enten sie ersetzen müssen, und dann noch einmal nach dem Verlassen des Nestes. Weitere wichtige Verwendungen waren lange Zeit die Nutzung als Schreibfeder und die Befiederung von Pfeilen. Für beide Zwecke galten Gänsefedern als besonders geeignet.

### Mythologie, Märchen, Comic und Technik

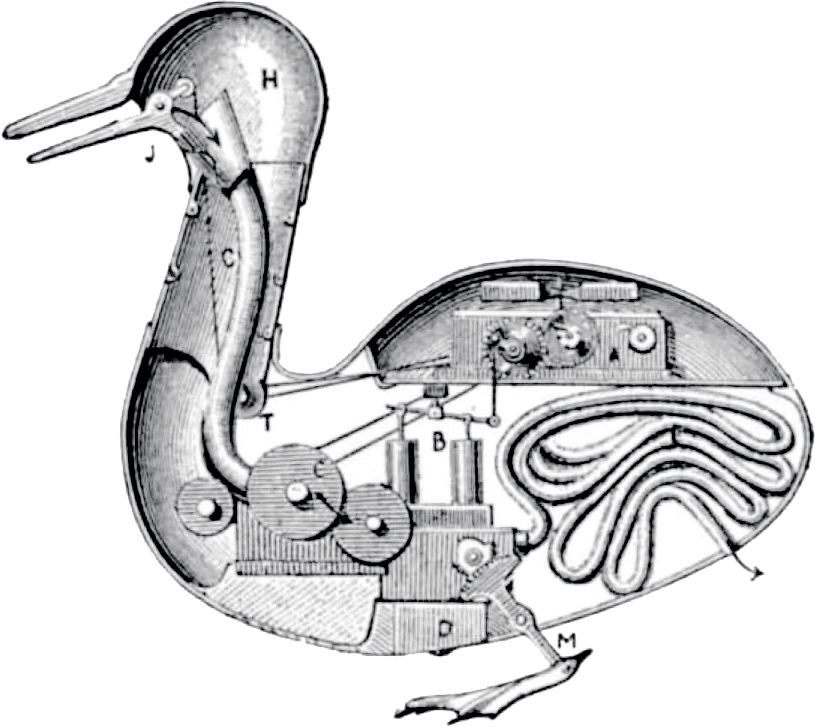
Mechanische Ente

Donald Duck ist heute der wahrscheinlich bekannteste fiktive Entenvogel.

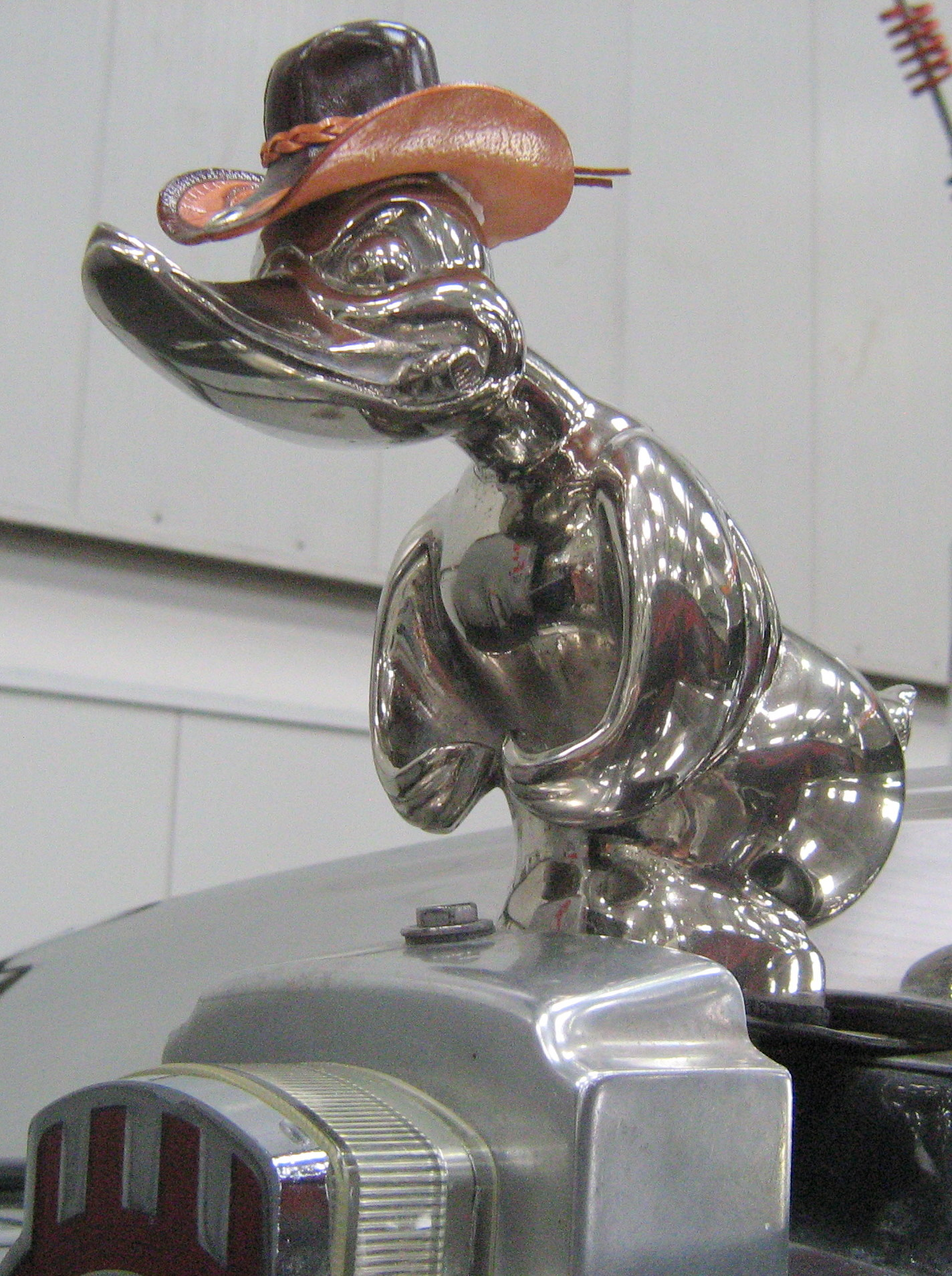
„Rubber Duck“ (Ente als Kühlerfigur)

Die Beliebtheit der Entenvögel spiegelt sich auch in zahlreichen Mythen, Sagen und Märchen wider. In der keltischen Mythologie finden sich oft Schwäne, die in Wahrheit verzauberte Menschen sind. Ein Beispiel hierfür sind die Kinder des Lir, die 900 Jahre in Schwanengestalt umherirrten. Das Motiv wird auch in der Lohengrin-Geschichte aufgegriffen, wo der Schwan der verschollene Herzog von Brabant ist.
In der griechischen Mythologie findet sich das Schwanenmotiv ebenfalls häufig. So hat sich Göttervater Zeus der Leda in Schwanengestalt genähert und sie geschwängert, woraufhin sie zwei Eier legte, aus denen vier Kinder entsprangen, unter diesen auch Helena. Eine weitere Sage erzählt von Kyknos, dem Geliebten des Phaeton. Über den Tod seines Freundes war er so untröstlich, dass er jahrelang am Ufer des Eridanus auf und ab wanderte, bis er letztlich als Schwan an den Himmel versetzt wurde (Sternbild Schwan).
Im Buddhismus wird die Ente als Sinnbild für die Unterdrückung des Bösen angesehen; verarbeitet wurde dies unter anderem von Hans Gál in seiner Oper Die heilige Ente. In der Chinesischen Kultur gilt sie darüber hinaus in einigen Landesteilen auch als Symbol für Homosexualität sowie den Penis. Speziell die Mandarinente steht indes wegen ihrer ausgeprägt monogamen Lebensweise für eheliche Treue.
Auch Gänse finden sich oft in Erzählungen. Am bekanntesten sind wohl die Ereignisse bei der keltischen Eroberung Roms (387 v. Chr.), als die schnatternden Gänse auf dem Kapitol die Bürger vor den Angreifern warnten. Neueren Datums ist Selma Lagerlöfs Geschichte von Nils Holgersson und den Wildgänsen.
Der französische Automatenbauer Jacques de Vaucanson konstruierte, baute und vermarktete im 18. Jahrhundert eine Mechanische Ente, die heute als sein Meisterwerk gilt. Der Citroën 2CV wird auch als Ente bezeichnet.
Die heute wohl bekanntesten fiktiven Entenvögel hat Walt Disney erfunden. Mit Donald Duck, Gustav Gans und anderen bewohnt ein ganzes Volk von Enten und Gänsen die fiktive Stadt Entenhausen. Andere bekannte Comic-Enten sind Daffy Duck (eine Figur der Warner Bros.), die Marvel-Charakter Howard the Duck und Alfred Jodocus Kwak.
Im Zeitungswesen bezeichnet eine „Ente“ sowohl Irrtümer als auch bewusste Falschmeldungen. Der Ausdruck kommt womöglich aus dem Französischen, wo „Enten geben“ für „lügen“ steht.
In Fabeln wird die Ente mit dem Namen Tybbke geführt, was die Bedeutung „dumm, einfältig, achtlos“ repräsentieren soll.

### Bedrohung und Schutz
33 Arten stehen auf der Roten Liste der IUCN, was für ein artenreiches Taxon mit relativ großen Vögeln ein vergleichsweise geringer Anteil ist.
Mehrere Arten sind bereits ausgestorben, darunter die Moa-Nalos Hawaiis und die neuseeländische Halbgans Euryanas finschi. Letztere wurde wie der Neuseelandschwan wahrscheinlich bereits von den Māori ausgerottet. Die ökologische Nische des Neuseelandschwans haben inzwischen aus Australien eingeführte Schwarzschwäne eingenommen.
In jüngerer Zeit ausgestorben oder erheblich vom Aussterben bedroht sind:
- die Labradorente (Camptorhynchus labradorius) brütete in Labrador und überwinterte in Neuengland. Durch massenhaften Abschuss in den Überwinterungsgebieten wurde die Art ausgerottet, das letzte Exemplar wurde 1875 bei New York geschossen.[10]
- der Aucklandsäger (Mergus australis) war bei seiner Entdeckung 1840 auf die subantarktischen Aucklandinseln beschränkt, doch Fossilfunde zeigten, dass er in historischer Zeit auch auf dem Festland Neuseelands beheimatet war. Weil er im Gegensatz zu anderen Sägern beinahe flugunfähig war, wurde er auf den Aucklandinseln ein leichtes Opfer der von Menschen eingeschleppten Hunde, Katzen und Ratten. 1902 wurde das letzte Mal ein Exemplar gesehen.[11]
- die Rosenkopfente (Rhodonessa caryophyllacea) war in Assam, Myanmar und Bangladesch verbreitet; seit 1949 wurde sie nicht mehr gesehen. Die IUCN stuft sie als vom Aussterben bedroht ein, da ein Überleben in unzugänglichen Sümpfen Myanmars für möglich gehalten wird; zudem gab es 2003 wieder einen nicht verifizierten Bericht über eine Sichtung dieser Art.[12]
- die Schopfgans (Tadorna cristata) Ostasiens wurde seit 1964 nicht mehr gesehen. Da es immer wieder nicht verifizierte Berichte über ein Überleben der Art im Nordosten Chinas gibt, steht sie bei der IUCN nach wie vor im Status vom Aussterben bedroht.[13]
- die Madagaskarmoorente (Aythya innotata) galt zwischenzeitlich als ausgestorben, doch 2006 konnte die Art wiederentdeckt werden. Die Art gilt wegen der extrem geringen Individuenzahl ihrer Population als vom Aussterben bedroht.[14]
- die Campbell-Ente (Anas nesiotis) ist ebenfalls vom Aussterben bedroht. Sie lebt nur auf Dent Island, einem 23 Hektar großen Eiland nahe der Campbell-Insel. Offenbar war sie einst weiter verbreitet und konnte auf Dent überleben, weil nur diese Insel von eingeschleppten Ratten verschont geblieben ist. Da ein versehentliches Einschleppen von Ratten auf Dent wahrscheinlich ein rasches Aussterben zur Folge hätte, wurden 1999 einige Exemplare der Art auf Codfish Island / Whenua Hou freigesetzt.[15]
- der Dunkelsäger (Mergus octosetaceus) kommt mit weniger als 250 Individuen noch im Süden Brasiliens und im Norden Argentiniens vor. Dieser sehr territoriale Säger besetzt große Reviere am Lauf von stromschnellenreichen Flussläufen und ist auf klares Wasser angewiesen. Holzeinschlag, der Bau von Wasserkraftwerken und der Abbau von Rohstoffen in seinem Verbreitungsgebiet haben dazu geführt, dass immer weniger geeigneter Lebensraum zur Verfügung steht.[16]